# Pyrococcus furiosus
Pyrococcus furiosus és una espècie extremòfila d'arqueu. Es pot classificar com a hipertermòfil perquè prospera millor a temperatures extremadament altes, més altes que les preferides per un termòfil. Destaca per tenir una temperatura òptima de creixement de 100 °C (una temperatura que destruiria la majoria dels organismes vius) i per ser un dels pocs organismes identificats com a posseïdors d'enzims aldehid ferredoxina oxidoreductasa que contenen tungstè, un element que es troba rarament en molècules biològiques.

## Característiques
L'espècie es va extreure dels sediments marins tèrmics i es va estudiar cultivant-la en un laboratori. Pyrococcus furiosus es destaca pel seu ràpid temps de duplicació de 37 minuts en condicions òptimes, és a dir, cada 37 minuts, el nombre d'organismes individuals es multiplica per 2, donant lloc a una corba de creixement exponencial. Apareix com a cocs majoritàriament regulars, el que significa que és aproximadament esfèric, de 0,8 µm a 1,5 µm de diàmetre amb flagel·lació monopolar politríqua. Cada organisme està envoltat per una embolcall cel·lular composta per glicoproteïna, anomenada capa S.
Creix entre 70 °C i 103 °C, amb una temperatura òptima de 100 °C, i entre pH 5 i 9 (amb un òptim a pH 7). Creix bé amb extracte de rent, maltosa, cel·lobiosa, β-glucans, midó i fonts de proteïnes (triptona, peptona, caseïna i extractes de carn). Aquest és un rang relativament ampli en comparació amb altres arqueus. El creixement és molt lent, o inexistent, en els aminoàcids, els àcids orgànics, els alcohols i la majoria dels hidrats de carboni (incloent la glucosa, la fructosa, la lactosa i la galactosa). Els productes metabòlics de P. furiosus són CO₂ i H₂. La presència d'hidrogen inhibeix severament el seu creixement i metabolisme; però aquest efecte es pot evita introduint sofre a l'entorn de l'organisme. En aquest cas, el H₂S es pot produir a través dels seus processos metabòlics, tot i que no sembla derivar energia d'aquesta sèrie de reaccions. És interessant assenyalar que, mentre que molts altres hipertermòfils depenen del sofre per créixer, P. furiosus no.
P. furiosus també destaca per un sistema respiratori inusual i intrigantment senzill, que obté energia reduint protons a gas hidrogen i utilitza aquesta energia per crear un gradient electroquímic a través de la seva membrana cel·lular, impulsant així la síntesi d'ATP. Aquest sistema podria ser un precursor evolutiu molt primerenc dels sistemes respiratoris en tots els organismes superiors actuals.

## Ús
Els enzims de Pyrococcus furiosus són extremadament termoestables. Com a conseqüència, l'ADN polimerasa de P. furiosus (també coneguda com a ADN polimerasa Pfu) es pot utilitzar en el procés d'amplificació de l'ADN de la reacció en cadena de la polimerasa (PCR).

### En l'amplificació de l'ADN
Es va descobrir una ADN polimerasa a P. furiosus que es pensava que no estava relacionada amb altres ADN polimerases conegudes, ja que no es va trobar cap homologia de seqüència significativa entre les seves dues proteïnes i les d'altres ADN polimerases conegudes. Aquesta ADN polimerasa té una forta activitat exonucleolítica 3'-5' i una preferència de plantilla-cebador que és característica d'una ADN polimerasa replicativa, fet que fa creure als científics que aquest enzim pot ser l'ADN polimerasa replicativa de P. furiosus. Des de llavors s'ha col·locat a la família B de les polimerases, la mateixa família que l'ADN polimerasa II. La seva estructura, que sembla força típica de la polimerasa B, també s'ha resolt.

### En la producció de diols
Una aplicació pràctica de P. furiosus és en la producció de diols per a diversos processos industrials. Pot ser possible utilitzar els enzims de P. furiosus per a aplicacions en indústries com l'alimentació, la farmacèutica i la química en què els alcohol deshidrogenases són necessàries per a la producció de diols enantio- i diastereomèricament purs. Els enzims d'hipertermòfils com P. furiosus poden funcionar bé en els processos de laboratori perquè són relativament resistents; generalment funcionen bé a altes temperatures i altes pressions, així com en altes concentracions de productes químics.
Per tal que els enzims d'origen natural siguin útils al laboratori, sovint cal modificar-ne la composició genètica. En cas contrari, els enzims naturals poden no ser eficients en un procediment induït artificialment. Tot i que els enzims de P. furiosus funcionen de manera òptima a una temperatura elevada, és possible que els científics no necessàriament vulguin dur a terme un procediment a 100 °C. En conseqüència, en aquest cas, l'enzim específic AdhA es va extreure de P. furiosus i es va sotmetre a diverses mutacions en un laboratori per tal d'obtenir un alcohol deshidrogenasa adequat per utilitzar-lo en processos artificials. Això va permetre als científics obtenir un enzim mutant que podria funcionar de manera eficient a temperatures més baixes i mantenir la productivitat.

### En plantes
L'expressió d'un determinat gen que es troba a P. furiosus a les plantes també pot fer-les més duradores augmentant la seva tolerància a la calor. En resposta a les tensions ambientals com l'exposició a la calor, les plantes produeixen espècies reactives de l'oxigen que poden provocar la mort cel·lular. Si s'eliminen aquests radicals lliures, la mort cel·lular es pot retardar. Els enzims de les plantes anomenats superòxid dismutasa eliminen els radicals anions superòxid de les cèl·lules, però augmentar la quantitat i l'activitat d'aquests enzims és difícil i no és la manera més eficient de millorar la durabilitat de les plantes.
Introduint les superòxid reductases de P. furiosus a les plantes, els nivells d'O₂ es poden reduir ràpidament. Els científics van provar aquest mètode utilitzant la planta Arabidopsis thaliana. Com a resultat d'aquest procediment, la mort cel·lular a les plantes es produeix amb menys freqüència, per tant, es tradueix en una reducció de la gravetat de les respostes a l'estrès ambiental. Això millora la supervivència de les plantes, fent-les més resistents a l'estrès lumínic, químic i tèrmic.
Aquest estudi podria ser utilitzat potencialment com a punt de partida per crear plantes que podrien sobreviure en climes més extrems en altres planetes com Mart. En introduir més enzims d'extremòfils com P. furiosus en altres espècies de plantes, és possible que es creïn espècies increïblement resistents.

### En la investigació d'aminoàcids
En comparar P. furiosus amb una espècie relacionada d'arqueu, Pyrococcus abyssi, els científics han intentat determinar la correlació entre determinats aminoàcids i l'afinitat per determinades pressions en diferents espècies. P. furiosus no és baròfil, mentre que P. abyssi ho és, és a dir, funciona de manera òptima a pressions molt altes. L'ús de dues espècies hipertermòfiles d'arquea disminueix la possibilitat de desviacions relacionades amb la temperatura de l'ambient, reduint essencialment les variables en el disseny experimental.
A més d'oferir informació sobre la barofilia de certs aminoàcids, l'experiment també va proporcionar una valuosa informació sobre l'origen del codi genètic i les seves influències organitzatives. Es va trobar que la majoria dels aminoàcids que determinaven la barofilia també eren importants en l'organització del codi genètic. També es va trobar que els aminoàcids més polars i els aminoàcids més petits tenien més probabilitats de ser baròfils. Mitjançant la comparació d'aquestes dues arquees, es va arribar a la conclusió que el codi genètic probablement estava estructurat sota una pressió hidroestàtica elevada i que la pressió hidroestàtica era un factor més influent en la determinació del codi genètic que la temperatura.

## Descobriment
Pyrococcus furiosus es va aïllar originalment de manera anaeròbica de sediments marins escalfats geotèrmicament amb temperatures entre 90 °C i 100 °C recollits a la platja de Porto Levante, illa Vulcano (Itàlia). Va ser descrit per primera vegada per Karl Stetter de la Universitat de Regensburg a Alemanya i un col·lega, Gerhard Fiala. Pyrococcus furiosus va originar un nou gènere d'arquees amb el seu descobriment relativament recent el 1986.

## Genoma
La seqüenciació del genoma complet de Pyrococcus furiosus es va completar l'any 2001 per científics de l'Institut de Biotecnologia de la Universitat de Maryland. L'equip de Maryland va trobar que el genoma té 1.908 quilobases, codificant unes 2.065 proteïnes.

## Enzims
P. furiosus produeix un enzim de la família Mre11 amb una forma de plec de dos dominis.

## Nom cientìfic
El nom «Pyrococcus» significa «bola de foc» en grec, per referir-se a la forma rodona del extremòfil i a la capacitat de créixer a temperatures d'uns 100 graus centígrads. El nom de l'espècie «furiosus» vol dir «precipitar-se» en llatí, i fa referència al temps de duplicació i a la natació ràpida dels extremòfils.